# Mugi
Mugi (牟岐町, Mugi-chō) est un bourg du district de Kaifu, situé dans la préfecture de Tokushima, au Japon.

## Géographie

### Démographie
Au 1er mai 2015, la population de Mugi s'élevait à 4 262 habitants répartis sur une superficie de 56,56 km2.